# Tonga i olympiska sommarspelen 2024
Tonga deltog med en trupp på fyra idrottare vid de olympiska sommarspelen 2024 i Paris som hölls mellan den 24 juli och 11 augusti 2024. Det var 11:e raka sommar-OS som Tonga deltog vid.

## Boxning
| Idrottare        | Gren           | Sextondelsfinal      | Åttondelsfinal       | Kvartsfinal          | Semifinal            | Final                | Final            |
| Idrottare        | Gren           | Motståndare Resultat | Motståndare Resultat | Motståndare Resultat | Motståndare Resultat | Motståndare Resultat | Placering        |
| ---------------- | -------------- | -------------------- | -------------------- | -------------------- | -------------------- | -------------------- | ---------------- |
| Feofaaki Epenisa | Damernas 60 kg | Hà (VIE) L 0–5       | Gick inte vidare     | Gick inte vidare     | Gick inte vidare     | Gick inte vidare     | Gick inte vidare |

## Friidrott
Förkortningar
- Notera– Placeringar avser endast det specifika heatet.
- Q = Tog sig vidare till nästa omgång
- q = Tog sig vidare till nästa omgång som den snabbaste förloraren eller, i teknikgrenarna, genom placering utan att nå kvalgränsen
- i.u. = Omgången fanns inte i grenen
- Bye = Idrottaren behövde inte tävla i omgången

Gång- och löpgrenar
| Idrottare         | Gren            | Inledande omgång | Inledande omgång | Heat             | Heat             | Semifinal        | Semifinal        | Final            | Final            |
| Idrottare         | Gren            | Tid              | Placering        | Tid              | Placering        | Tid              | Placering        | Tid              | Placering        |
| ----------------- | --------------- | ---------------- | ---------------- | ---------------- | ---------------- | ---------------- | ---------------- | ---------------- | ---------------- |
| Maleselo Fufofuka | Herrarnas 100 m | 12,11 0PB0       | 45               | Gick inte vidare | Gick inte vidare | Gick inte vidare | Gick inte vidare | Gick inte vidare | Gick inte vidare |

## Simning
| Idrottare   | Gren                    | Heat    | Heat      | Semifinal        | Semifinal        | Final            | Final            |
| Idrottare   | Gren                    | Tid     | Placering | Tid              | Placering        | Tid              | Placering        |
| ----------- | ----------------------- | ------- | --------- | ---------------- | ---------------- | ---------------- | ---------------- |
| Alan Uhi    | Herrarnas 100 m ryggsim | 1.00,62 | 46        | Gick inte vidare | Gick inte vidare | Gick inte vidare | Gick inte vidare |
| Noelani Day | Damernas 50 m frisim    | 28,60   | 51        | Gick inte vidare | Gick inte vidare | Gick inte vidare | Gick inte vidare |